# Agrypon annulare
Agrypon annulare là một loài tò vò trong họ Ichneumonidae.